# Francesco Montenegro
Francesco Montenegro (Messina, 22 mei 1946) is een Italiaans geestelijke en een kardinaal van de Rooms-Katholieke Kerk.
Montenegro werd op 8 augustus 1969 tot priester gewijd. Op 18 maart 2000 werd hij benoemd tot hulpbisschop van Messina-Lipari-Santa Lucia del Mela en tot titulair bisschop van Aurusuliana; zijn bisschopswijding vond plaats op 29 april 2000. Op 23 februari 2008 volgde zijn benoeming tot aartsbisschop van Agrigento.
Montenegro werd tijdens het consistorie van 14 februari 2015 kardinaal gecreëerd. Hij kreeg de rang van kardinaal-priester. Zijn titelkerk werd de Santi Andrea e Gregorio al Monte Celio.
Montenegro ging op 22 mei 2021 met emeritaat.
- Istituto Centrale per il Catalogo Unico: NAPV106964
- Virtual International Authority File: 3714155566460213380001